# Sultana Maitec
Sultana Maitec (n. 10 noiembrie 1928 Livezi, Grecia - d. 25 februarie 2016) a fost pictoriță și graficiană română, de origine aromână, membră a Uniunii Artiștilor Plastici din România.
Satul ei de obârșie, Livezi, din Munții Pindului, se află la 12 km de capitala regilor macedoneni din Antichitate.

## Studii
A absolvit în 1955 Institutul de Arte Plastice „Nicolae Grigorescu” din București.

## Viața personală
Soția sculptorului Ovidiu Maitec, mama unui fiu unic, Stephane Maitec.

## Activitatea de creație
Sultana Maitec a lucrat într-un atelier situat pe strada Pangrati, din București, pe care l-a impartit cu pictorița și graficiana Emilia Niculescu-Petrovic.

## Expoziții personale - selecție
- 1967 Expoziție personală, Sala Dalles, București
- 1968 Expoziție personală, Sala Dalles, București
- 1979 Academia Română din Roma
- 1984 Pinacoteca Națională din Atena
- 1988 Expoziție personală, Sala Dalles, București[7]
- 1986 The Mall Galleries, Londra
- 1992 Galeria Art of the Century, Paris
- 1993 Centrul Cultural Român, Paris
- 2000 Muzeul Țării Crișurilor[8]
- 2001 Muzeul Național de Artă al României (cu Ovidiu Maitec)
- 2004 "Lemn și aur" Galeria Allianz-Țiriac, București (cu Ovidiu Maitec)
- 2006 Pictură și Sculptură Casa Academiei Române, București (cu Ovidiu Maitec)
- 2019 "#MAITEC - Lemn Aur Lumina" Muzeul Național de Artă al României (cu Ovidiu Maitec și Dana&Stephane Maitec)

## Expoziții naționale de grup - selecție
- 1960 Imagini dobrogene, Muzeul de Artă din Constanța
- 1961 „Portretul” Muzeul Național de Artă al României
- 1963 „Portretul Femeii”, Galeria Nouă, București;
- 1973 „Artistul contemporan și universul său”, Muzeul de Artă Contemporană Galați

## Expoziții internaționale - selecție
- 1968  Expoziția - Femei pictori - Edinburgh, Scoția
- 1983, 1985 - Art contre / against apartheid - Foundation Nationale des Arts Plastiques, Paris, Franta; Lund, Suedia; Madrid, Barcelona, Spania
- 1991  Pentaconale Ptus - Demarco Gallery, Edinburgh, Scotia
- 1992  Cité Internationale des Arts - Paris, Franta
- 1993  Hommage à M. Eliade et E. Cioran - Paris, Franta
- 1994, 1995 - Janne Castel, Paris, Franta
- 1998  Mücsarnok, Budapesta, Ungaria
- 2002  Palatul Parlamentului European, Bruxelles, Belgia

## Premii și ordine - selecție
- 1975 - Ordinul Meritul Cultural
- 1989 - Premiul Academiei Române „Ion Andreescu”, București
- 2004 - Ordinul Meritul Cultural în grad de Ofițer, Categoria C - "Artele plastice"[9].

## Lucrări în muzee
- Muzeul Național de Artă al României, București
- Muzeul de Artă Contemporană  Galați
- Muzeul de Artă Lucian Grigorescu, Medgidia
- Muzeul Bruckenthal Sibiu
- Muzeul de Artă Suceava

## Opera
„Pictura Sultanei Maitec este un drum spre sud. Aurul: plaja, marea, soarele, turgescența ofensivă a fructului circumscriu, laolaltă, o aspirație(sau o sursă) meridională, a cărei emblemă e, nu întâmplător, Pomona, zeița grădinilor și a roadelor. Un mic studiu din 1955, vădind o foarte matură dotație plastică de tip „central-european”, e punctul de pornire, îndepărtat, al acestei evoluții, care avansează, mereu, spre Europa sudului. Mijloacele se simplifică, se sacrifică aproape, pentru a se ajunge -către sfârșitul anilor '60- la o gesticulație radicală, la o viziune de mari suprafețe destinse, de teme cromatice ample, care vorbesc cu o elementară vigoare și cu o dezarmantă sinceritate. Imaginile tind, de multe ori, să dispară în lumină. Soarele alb apare abia perceptibil- ca un efect de timbru sec - pe o întindere albă.

Pictura se desfăsoară la limita vizibilului. Într-un spațiu care își pierde spațialitatea. Tradiția bizantină ne-a obișnuit, de altfel, să socotim auriul, atât de abundent în pictura Sultanei Maitec, ca pe o pojghiță vizibilă a nevăzutului, ca pe un veșmânt al spațiului fără de spațiu. Și totuși, nu de aurul Bizanțului e vorba aici: nu de Balcani, ci de Mediterană. Nu fundalul aurit al icoanei e analogia corectă în statuile chrysoelephantine din Athena clasică. E, cu alte cuvinte un aur păgân, cosmogonic, un fel de substanță primordială. Într-o Pomonă din 1983, el transpare, de altfel, ca un substrat necesar, sub roșul surd al câtorva mere. Iar când se întâmplă invers, când roșu iese deasupra aurului, din el s-ar spune, aurul încă își păstrează funcția lui de „obârșie” de temei atotnăscător. Roșul, cu implicația lui calorică, e, de altfel, tot un semn al sudului: în China veche, sudul avea drept corespondent simbolic o pasăre roșie. Cât despre verde, prezent și el masiv în expoziția Sultanei Maitec, el nu e, în fond, decât un galben răcorit de albastru, un auriu devenit materie, cum și lujerul verde al plantei e lumină solară devenită materie (...)”
Andrei Pleșu
„Universul în care se clădește pictura Tanei Maitec stă sub semnul heraclitic al focului. Soarele dă sens și formă - ca în civilizațiile primordiale ale Mediteranei- întregii lumi, deopotrivă celei cuprinse între marginile orizontului și celei de dincolo de ele. O lume în care totul e lumină, de unde umbrele au fost îndepărtate, lăsând cerul imens în adânc lui transparență de eter.

Dar nu ai niciodată senzația golului: în tablourile Tanei Maitec, universul s-a întrupat în forme, lumina s-a închegat, a devenit soare- sâmbure material din care izvodește viața însăși. A devenit mare, întindere calmă ce desenează, dându-i contur finit, nesfârșitul. A devenit piatră în tăcerea aspră a căreia se deslușește vibrația versului.

Simți că te afli în preajma acelor străvechi mitologii care au dăruit înțeles poetic elementelor, și focului, și aerului, și apei și pământului. Nimic nu rămâne fără înțeles în această pictură în care totul a fost creat de lumină.

Cei vechi își închipuiau soarele ca pe un ochi imens veghind asupra misterelor ce dobândeau, sub privirea lui, dezlegare și semnificație. Universul Tanei Maitec se concentrează în rotundul soarelui, semn al rațiunii mereu biruitoare.(...)”
 Dan Grigorescu
„(...)Sugestie a infinitului- și în tablourile Sultanei Maitec. Interpretările repetate ale semnului solar(care devenea într-o străveche gândire, și simbol al perfecțiunii) sugerează o  lume fantastică, tradusă în străluciri liniștite, de veche icoană aurită... în clipa de față, artista atinge adesea profunzimi autentice, relevă un spirit atent la posibilitățile sugestive ale acestei stilizări a formei și a culorii. Flaubert vorbea despre „forța internă a stilului”, și mi se pare că Sultana Maitec și-a dat seama de această forță, imaginile sale sunt ultime rezultate ale unui îndelung proces de stilizare, o reducere la elementar. Dar (sunt convins că artista își dă seama de aceasta) elementarul primordialul e unic, înfățișările sale sunt, însă, multiple; și aceste interpretări sunt cele spre care Sultana Maitec va evolua, probabil, de acum înainte. ”
Dan Grigorescu

## Varia
În anul 2006, Valentin Ceaușescu a revendicat bunurile rămase de la fratele său, Nicu Ceaușescu, între care și tabloul ulei pe pânză "Soarele", de Sultana Maitec.